# Chinna Salem
Chinna Salem är en ort i Indien.   Den ligger i distriktet Villupuram och delstaten Tamil Nadu, i den södra delen av landet, 1 900 km söder om huvudstaden New Delhi. Chinna Salem ligger 141 meter över havet och antalet invånare är 20 111.
Terrängen runt Chinna Salem är platt. Runt Chinna Salem är det tätbefolkat, med 397 invånare per kvadratkilometer. Närmaste större samhälle är Kallakkurichchi, 15,2 km nordost om Chinna Salem. Omgivningarna runt Chinna Salem är en mosaik av jordbruksmark och naturlig växtlighet.